# Уматила
Уматила (на английски: Umatilla) е северноамериканско индианско племе, живяло в областта на долното течение на река Уматила и по река Колумбия, на запад от устието на река Уола уола в източен Орегон. В края на 18 век наброявали около 1500 души. Езикът им е класифициран към Сахаптинското езиково семейство.

## История
Първите бели хора, които срещат са Луис и Кларк през 1805 г. Веднага след тях пристигат търговците, последвани малко по-късно от мисионерите. В средата на 19 век тежка епидемия съкращава населението им значително. Дотогава племето живее в мир с белите. През 1847 г. е построена първата католическа мисия сред тях, но малко след това е изоставена. Възстановена е отново през 1851 г. По това време войни от племето взимат участие във Войната каюс. След войната заедно с каюс и уола уола са принудени да отстъпят над 4 милиона акра от земите си и да се заселят в резерват. Резерватът Уматила е създаден през 1855 г. (172 000 акра), Днес той е дом на обединените племена уматила, каюс и уола уола. През 1855 – 1856 г. техни войни взимат участие във Войната якима. Двайсет години по-късно се борят на страната на американците срещу въстаналите банок.

## Култура
Основна обществена единица е малката местна група, която има свои ловни и риболовни територии. Всяка група е ръководена от вожд избиран заради качествата и способностите му, и от Съвет на старейшините. Групите се обединявали под водачеството на един военен вожд по време на война. Всяка група имала поне едно постоянно зимно село и няколко риболовни лагера. Постоянните села обикновено са разположени на някой поток или река. Зимното постоянно жилище представлявало типичната за региона полуподземна дървена къща. Покривът бил плосък или коничен. След като се сдобиват с коне в началото на 18 век някои групи въвеждат типито.
Основна храна била рибата, основно сьомга. Допълвали диетата си с лов на елени, лосове, планински овце, зайци и други животни. Също така след пристигането на коня техни ловни групи се отправят редовно към Равнините да ловуват бизони. Жените събирали диви растителни храни, основно корени камас и диви плодове. Събирали още ракообразни, яйца и ловували птици.
Традиционното облекло било изработено от кедрова кора и от кожите на елени, лосове и бизони. Мъжете обикновено се обличали с ризи, набедреник, гамаши и мокасини, всичките богато украсени с бодли от бодливо свинче. Женското облекло се състояло от рокли и мокасини, а на главите си носели плетени шапки, които по-късно заменят с кожени. Прерийният стил на обличане става популярен през 18 век.
Религиозните им вярвания били центрирани около сдобиването с дух помощник чрез ритуала за Търсене на видение. Пушенето на тютюн било важна част от всяка религиозна церемония и ритуал, които допълнително започвали и завършвали с ритуала за пречистване в колибата за потене. Младите неженени мъже спели заедно в колибата за потене, която изпълнявала и ролята на младежки клуб. Жените се омъжвали, след като навършат 14 години. Полигамията била обща. Прелюбодеянието се наказвало строго. Мъртвите били обличани в най-хубавите дрехи и се погребвали с личното им имущество. Семейството на умрелия в знак на траур носело вехти дрехи и си отрязвали косите.